# Gustaf Gille
Gustaf Teodor Gille, född 9 september 1873 i Morkarla socken, död 25 januari 1948 i Uppsala, var en svensk musiker.
Gustaf Gille var son till dragonen Carl Johan Gille. Han utbildade sig 1894–1895 på valthorn vid Musikkonservatoriet i Stockholm, verkade 1887–1923 som militärmusiker vid olika musikkårer och 1905–1927 som valthornist i Göteborgs orkesterförening. Han var en av Svenska musikerförbundets stiftare 1907 och hade med stor energi arbetat för höjandet av musikernas sociala och ekonomiska ställning. 1907 tog han initiativet till och redigerade Musikern, som 1910 ersattes av Svenska musikerförbundets tidning, från 1920 kallad Musikern, vars redaktör han var 1919–1940. Gille anlitades som sakkunnig i armémusikfrågor vid 1914 års försvarsutredning. Han var ordförande i den svenska sammanslutningen Sällskapet Vallonättlingar från dess stiftande 1938.